# レオンソン・ルイス
レオンソン・エドワード・ジェフリー・ルイス（Leonson Edward Jeffrey Lewis 、1966年12月30日 - ）は、トリニダード・トバゴ・ポートオブスペイン出身の元サッカー選手。現役時代のポジションは、フォワード。